# Marcel Grossmann

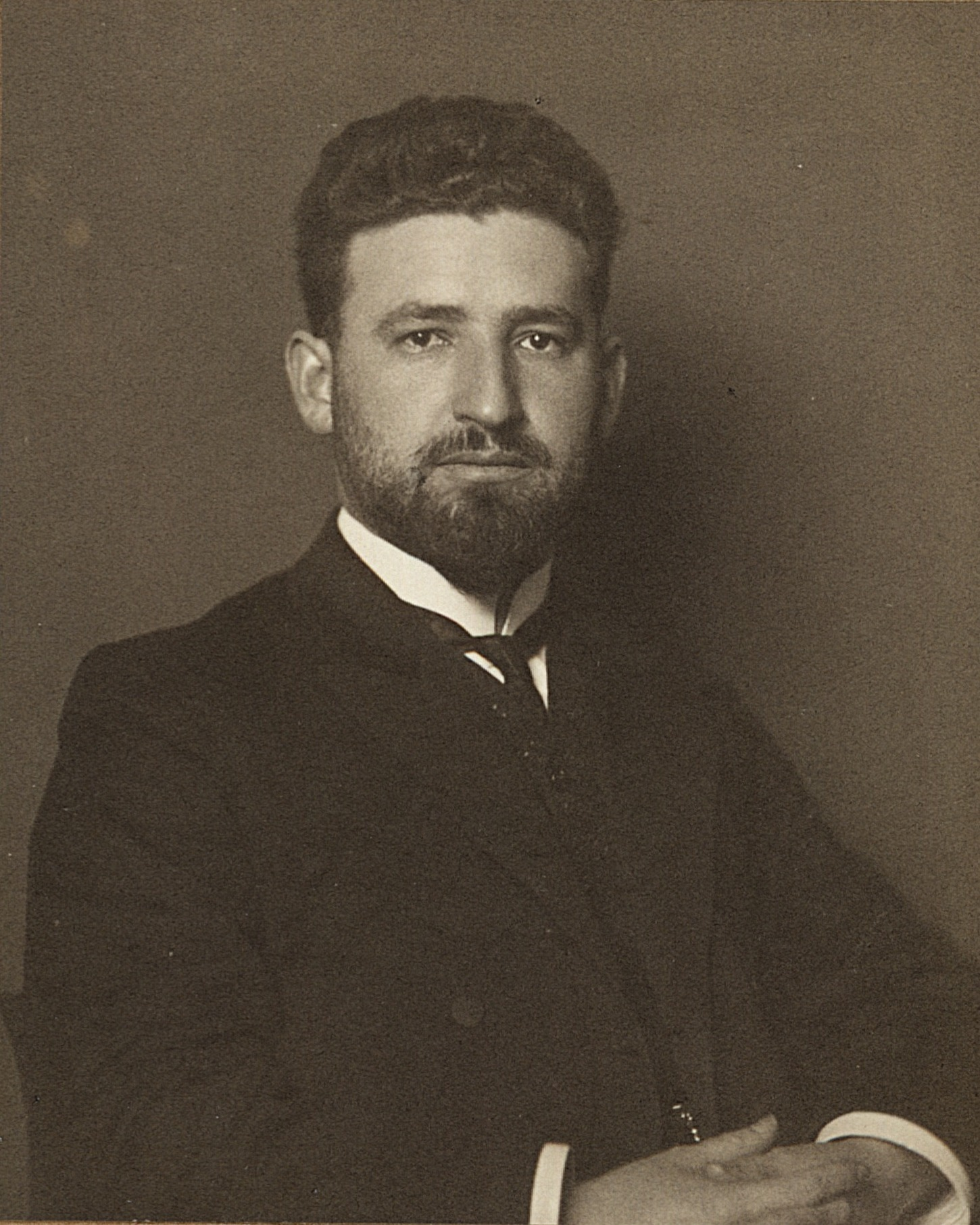
Marcel Grossmann.

Marcel Grossmann (Budapest, 9 de abril de 1878 - Zúrich, 7 de septiembre de 1936) fue un matemático y geómetra, colaborador de Einstein en el desarrollo de la Teoría de la Relatividad.
Cursó el colegio secundario en Basilea, y luego estudió matemáticas en el Instituto Politécnico Federal de Zúrich. Allí fue asistente del Profesor W. Fiedler en 1900 y obtuvo su doctorado en 1912.
Grossmann se desempeñó como profesor de geometría descriptiva en el Eidgenössische Technische Hochschule de Zúrich en 1907.
Marcel Grossman fue en su juventud compañero de estudios de Albert Einstein. Einstein recurrió a los sólidos conocimientos matemáticos de Grossmann, quien lo introdujo en el cálculo tensorial iniciado por Elwin Bruno Christoffel en 1864 y desarrollado en la Universidad de Padua por Gregorio Ricci-Curbastro y Tullio Levi-Civita en 1901. La colaboración entre Grossmann y Einstein está documentada en su artículo de 1913 "Entwurf einer verallgemeinerten Relativitätstheorie und einer Theorie der Gravitation" in Zeit, fur Mathem. und Phys. 62, 3.
Periódicamente el Centro Internacional de Astrofísica Relativista, organiza los encuentros "Marcel Grossmann", denominados así por la relación entre Grossmann y Einstein.